# شيفت أب
شيفت أب (بالإنجليزية: Shift Up)‏، هي شركة كورية جنوبية لتطوير ونشر ألعاب الفيديو، تأسست سنة 2013، وتقع مقرها في العاصمة الكورية الجنوبية سول.

## العاب
| عام        | عنوان                                   | منصة                      | الناشر                    |
| ---------- | --------------------------------------- | ------------------------- | ------------------------- |
| 2016       | مصير الطفل (دستني شيلد)                 | أندرويد، آي أو إس         | لاين جيمز                 |
| 2021       | لماذا انتهى الأمر بريليانا في قصر الدوق | ويندوز، أندرويد، آي أو إس | شيفت اب                   |
| 2022       | إلهة النصر: نيكي                        | أندرويد، آي أو إس، ويندوز | ليفل انفيتي               |
| 2024       | ستلر بلاد                               | بلاي ستيشن 5، ويندوز      | سوني إنتراكتيف إنترتينمنت |
| يحدد لاحقا | بروجكت ويتشز (العنوان المؤقت)           |                           |                           |

## روابط خارجية
- الموقع الرسمي
- شيفت اب على موقع IMDb (الإنجليزية)